# Tombarella

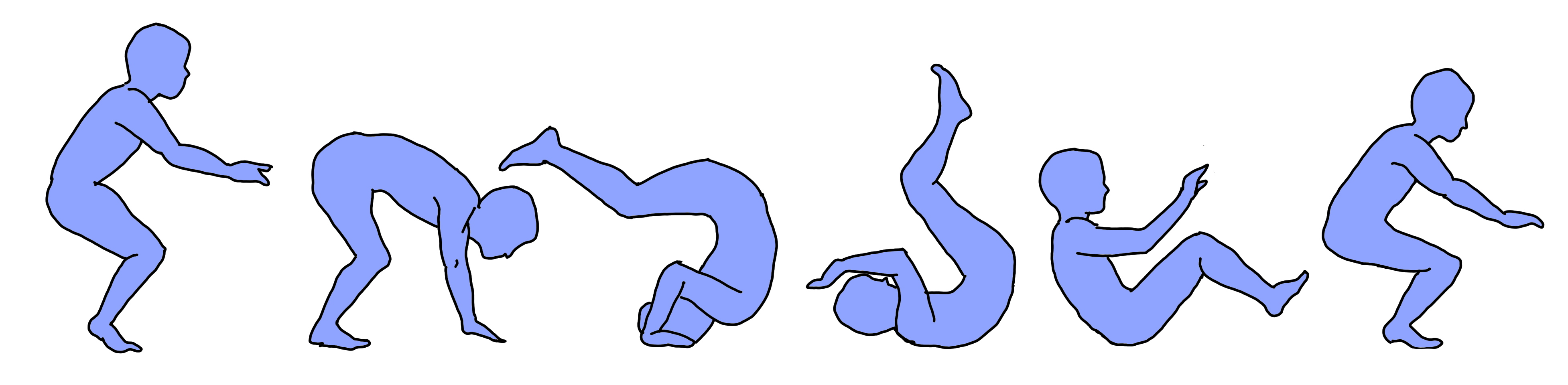
Seqüència d'una tombarella cap endavant

La tombarella és un exercici gimnàstic que consisteix en un gir al voltant de l'eix transversal del cos recolzant les mans o el cap sobre un aparell o directament a terra.
Segons la direcció del gir es poden classificar en tombarella endavant, enredera o lateral.